# Peugeot Typ 80
Der Peugeot Typ 80 ist ein frühes Automodell des französischen Automobilherstellers Peugeot, von dem 1906 im Werk Lille 3 Exemplare produziert wurden.
Die Fahrzeuge besaßen einen Vierzylinder-Viertaktmotor, der vorne angeordnet war und über Kette die Hinterräder antrieb. Der Motor leistete aus 6965 cm³ Hubraum 40 PS.
Die Karosserieform Sportwagen bot Platz für zwei Personen.